# Campionatul Mondial de Scrimă din 1953
Campionatul Mondial de Scrimă din 1953 s-a desfășurat la Bruxelles în Belgia.

## Rezultate

### Masculin
| Probă                 | Aur | Argint | Bronz                                                                                                  |
| Spadă la individual   | József Sákovics (HUN)                                                                                         | Barnabás Berzsenyi (HUN)                                                                                     | Fiorenzo Marini (ITA)                                                                                  |
| Spadă pe echipe       | Italia Giorgio Anglesio Franco Bertinetti Giuseppe Delfino Edoardo Mangiarotti Dario Mangiarotti Carlo Pavesi | Franța Édouard Artigas Daniel Dagallier Maurice Huet Armand Mouyal Jean-Pierre Muller Gérard Rousset         | Elveția Jules Amez-Droz Richard Amstad Michel Evéquoz Umberto Menegalli Fernand Thiébaud Mario Valota  |
| Floretă la individual | Christian d'Oriola (FRA)                                                                                      | Edoardo Mangiarotti (ITA)                                                                                    | Manlio Di Rosa (ITA)                                                                                   |
| Floretă pe echipe     | Franța Claude Bancilhon Christian d'Oriola Jacques Lataste Claude Netter Jacques Noël Adrien Rommel           | Italia Giancarlo Bergamini Manlio Di Rosa Roberto Ferrari Edoardo Mangiarotti Renzo Nostini Antonio Spallino | HUN · Aladár Gerevich · József Gyuricza · Lajos Maszlay · Endre Palócz · József Sákovics · Endre Tilli |
| Sabie la individual   | Pál Kovács (HUN)                                                                                              | Aladár Gerevich (HUN)                                                                                        | Rudolf Kárpáti (HUN)                                                                                   |
| Sabie pe echipe       | HUN · Tibor Berczelly · Aladár Gerevich · Rudolf Kárpáti · Pál Kovács · László Rajcsányi · Bertalan Papp      | Italia Gastone Darè Roberto Ferrari Renzo Nostini Domenico Pace Vincenzo Pinton Mauro Racca                  | Polonia Zbigniew Czajkowski Zygmunt Pawlas Leszek Suski Jerzy Pawłowski Wojciech Zabłocki              |

### Feminin
| Probă                 | Aur                                                          | Argint | Bronz                                                                             |
| Floretă la individual | Irene Camber (ITA)                                           | Renée Garilhe (FRA)                                                                                        | Ilse Keydel (FRG)                                                                 |
| Floretă pe echipe     | HUN · Ilona Elek · Margit Elek · Katalin Kiss · Magda Zsabka | Franța Kate Bernheim Renée Garilhe Raymonde Pécheux Marguerite Lavagne Françoise Mailliard Régine Veronnet | Italia Irene Camber Velleda Cesari Alberta Lorenzoni Jenny Zanelli Silvia Strukel |

## Clasament pe medalii
| Loc | Țară    | Aur | Argint | Bronz | Total |
| --- | ------- | --- | ------ | ----- | ----- |
| 1   | Ungaria | 4   | 2      | 2     | 8     |
| 2   | Italia  | 2   | 3      | 3     | 8     |
| 3   | Franța  | 2   | 3      | 0     | 5     |
| 4   | Polonia | 0   | 0      | 1     | 1     |
| 4   | RFG     | 0   | 0      | 1     | 1     |
| 4   | Elveția | 0   | 0      | 1     | 1     |